# 马丁·伦德斯特伦
马丁·伦德斯特伦（瑞典語：Martin Lundström，1918年5月30日—2016年6月30日），瑞典男子越野滑雪运动员。他曾代表瑞典参加1948年和1952年冬季奥林匹克运动会越野滑雪比赛，共获得二枚金牌和一枚铜牌。